# Josef Ternström
Carl Josef Ternström (Gävle, 4 de dezembro de 1888 – Söderala, 2 de maio de 1953) foi um atleta sueco especializado em provas de cross-country. Em Estocolmo 1912, ele foi campeão olímpico do cross-country por equipes, junto com os compatriotas Hjalmar Andersson e John Eke. Na competição individual seus compatriotas ficaram com a prata e bronze e ele terminou em quinto lugar.